# Христианство в Черногории
Христианство в Черногории — самая распространённая религия в стране.
По данным исследовательского центра Pew Research Center в 2010 году в Черногории проживало 500 тыс. христиан, которые составляли 78,8 % населения этой страны. Энциклопедия «Религии мира» Дж. Г. Мелтона оценивает долю христиан в 2010 году в 78,5 % (471 тыс. верующих).
Крупнейшим направлением христианства в стране является православие.
Помимо черногорцев, христианами также являются большинство живущих в стране сербов, хорват, словаков, цыган, румын, русин, болгар и др.